# Morphing
Le morphing, ou la morphose, est un des effets spéciaux applicables à un dessin, vectoriel ou bitmap, ou à des images photographiques ou cinématographiques. Il consiste à fabriquer une animation qui transforme de la façon la plus naturelle et la plus fluide possible un tracé initial en un tracé final, totalement différent. Il est utilisé la plupart du temps pour transformer de visu un visage en un autre, ou tout autre partie du corps (main, pied). Traditionnellement, en trucage argentique optique, une telle opération était mise en œuvre au moyen d'un fondu enchaîné, mais a été remplacée au début des années 1990 par des techniques informatiques (triangulation de Delaunay, spline) permettant d'obtenir une transformation plus réaliste.
De nombreux logiciels sont disponibles pour faire de la morphose. En général, la technique consiste à sélectionner des points sur la première image (par exemple, les yeux, le nez, et la bouche), et de sélectionner les points correspondants sur la deuxième image. Le logiciel trouve ensuite une transformation pour passer d'une image à l'autre et génère les images intermédiaires pour en faire une animation.
Le morphing peut aussi concerner des objets concrets (avions changeant de forme d'aile, de moteur, d'ailerons, de queue ou encore de configuration pour maximiser leur comportement dans des conditions de vol, de décollage ou d'atterrissage radicalement différentes).

## Méthode optique
Dans les films entièrement argentiques (tournage et finition), la transformation était obtenue par fondu enchaîné d'un plan représentant un personnage à un autre plan (filmé plan sur plan) du même personnage, maquillé différemment. La limite de ce procédé était que l'acteur devait être totalement immobile d'un plan à l'autre pour éviter tout décalage de son visage dans le cadre. Par exemple, dans Les Visiteurs du soir (1942), quand Lison, la laideronne, devient une superbe jeune fille, l'actrice est adossée à un mur qui assure le repérage de sa place et son immobilité.

## Méthode numérique
En 1982, Tom Brigham, chercheur au New York Institute of Technology, présente au SIGGRAPH une vidéo où une jeune femme change de forme pour se transformer en lynx. C'est la première apparition de la technique et du nom morphing. 
À la fin des années 1980, les techniques informatiques produisent des résultats plus convaincants qui entraînent leur développement et la généralisation de leur emploi. Elles prennent en compte les différences de deux images, d'un photogramme à l'autre, tout en effectuant une continuité visuelle de la transformation grâce à l'identification de points et de vecteurs correspondants sur les images initiales et finales. Par exemple, une transformation d'un visage en un autre est effectuée en identifiant des points clés sur le premier visage, tels que l'axe du nez, l'emplacement des yeux et de la bouche, et en les remplaçant peu à peu par les points correspondants du deuxième visage. L'ordinateur effectue ainsi une transformation subtile qui n'interdit pas à l'acteur de bouger, rendant ce procédé de morphose très spectaculaire et réaliste. 
Parmi les premières apparitions remarquées de la technique, figurent le film L'Enfant Sacré du Tibet en 1986, précurseur du morphing numérique, où une technique dite de warping (litt. « déformation », « gauchissement ») fut utilisée. 
La même année, Star Trek IV : Retour sur Terre fut le premier film à utiliser du morphing numérique en trois dimensions, pour sa séquence du voyage dans le temps. Ce fut aussi la première fois ou le scanner numérique 3D Cyberware (en) fut utilisé. L'équipe Computer Graphics d'Industrial Light & Magic est à créditer pour la séquence, même si aucun des membres de l'équipe ne fut crédité au générique de fin.
En 1988, Willow, réalisé par Ron Howard, fut le premier film utilisant du morphing numérique en deux dimensions. Industrial Light & Magic a réalisé la séquence. Quatre mois furent nécessaires pour écrire le programme complet et finaliser la séquence. Le programme a été écrit par Doug Smythe qui s'est basé sur les travaux de Tom Brigham. 
En 1991, le clip réalisé par John Landis pour la chanson Black or White de Michael Jackson, réalisé par PDI, est la première utilisation du morphing dans un clip vidéo. Six semaines furent nécessaires pour réaliser la séquence de 45 secondes.
On retrouve aussi, parmi d'autres effets spéciaux, une utilisation de morphose numérique dans Terminator 2 : Le Jugement dernier de James Cameron. 
En France, la technique fait son apparition en 1991, dans une publicité réalisée par BUF Compagnie pour la marque Perrier, La première utilisation pour la télévision date de 1993, dans le générique de l'émission satirique Les Guignols de l'info. Également réalisé par BUF, il montre Philippe Gildas et Antoine De Caunes, en train de lire leurs fiches sur le plateau de Nulle Part Ailleurs, avant de se transformer en leurs marionnettes. D'autres techniques de morphing furent utilisées pour l'émission, aussi bien pour des sketches que pour des génériques.
Il est à noter que deux techniques différentes existaient à l'époque de sa création : le MORF d'Industrial Light & Magic, fonctionnant par un système de grille qu'il fallait courber pour obtenir le résultat voulu, et le MORPH de Pacific Data Images, qui reposait sur un système de lignes. Cette seconde technique, dont l'algorithme fut publié à l'occasion du SIGGRAPH 1992, fut celle implémentée dans les premiers logiciels grand public à utiliser cette technique, comme Elastic Reality (en).

## Utilisations graphiques
- La morphose peut être utilisé pour simuler le vieillissement d'une personne, partant de son visage jeune et se transformant en celui, plus âgé, que lui ont donné les maquilleurs et prothésistes. Cet effet étonnant est utilisé par exemple dans le film Titanic, ainsi que dans Il faut sauver le soldat Ryan.
- Une technique détournant le morphing, appelée "frozen time", est créée par la société BUF Compagnie. Elle est présentée au réalisateur Michel Gondry, qui l'utilisera pour plusieurs de ses clips.  Parmi les utilisations notables figurent le clip d'IAM, Je danse le Mia, réalisé en 1994, The Rolling Stones, Like a Rolling Stone, en 1995, ainsi que plusieurs publicités pour notamment Coca-Cola, Polaroïd, ou encore Smirnoff. Cet effet inspirera notamment les Wachowskis pour les effets dits de bullet time sur leur trilogie Matrix.

Le morphing graphique est aussi utilisé en imagerie médicale, par exemple pour simuler les tranches manquantes d'images faites au scanner, à l'aide d'un algorithme de morphing élastique du corps, qui améliore la qualité de l'interpolation.

### Logiciels libres
- Voir sur le site officiel de la communauté Ubuntu française. (linux)

### Logiciels gratuits
- Morphose 2D Programme Gratuit et Code Libre pour réaliser des morphoses
- Une GPLv2 - Java >= 1.6 program avec tutorial Téléchargement sans frais

### Logiciels payants
Adobe After Effects (fonction Reshape, Remodeler)

## Morphing d'objets
Des techniques de morphing sont aussi utilisées dans le domaine de la robotique molle ou en aviation avec par exemple des avions utilisant un train d'atterrissage rétractable, des volets rétractables puis des ailes à géométrie variable et/ou un nez à incidence variable (Concorde, Tupolev...). Le morphing passe alors par des technologies de repliement/dépliage, de dissimulation (de train d'atterrissage par exemple), de télescopage, de gonflage et déformation ou autres modes d'expansion et/ou de contraction d'éléments d'une aile, de couplage/découplage d'éléments, etc.,. Les avantages se paient par certains inconvénients : ces avions ou engins peuvent être plus fragiles, plus vulnérables au moment où ils changent de forme, ou ils peuvent dans certaines circonstances consommer plus d'énergie.
L'apparition de matériaux dits intelligents et de nouveaux types de structures adaptables (par exemple anisotropes et de rigidité variable) sont source d'une recrudescence de l'intérêt pour les objets pouvant changer de forme dans des domaines aussi variés que l'aviation (des ailes intelligentes et activement « déformables » pourraient ainsi améliorer certaines performances et notamment diminuer le roulis, éventuellement en l'absence d'aileron stabilisateur), la robotique souple, la chirurgie ou la production de robots sexuels ou de jouets sexuels (capables d'imiter de manière réaliste une érection).